# 33 водопада
33 водопада — каскад водопадов в Лазаревском районе города Сочи. Находится в урочище Джегош, в долине реки Шахе, в 4 км севернее адыгского посёлка Большой Кичмай. Другие, менее популярные названия водопадов: водопады ручья Джегош или Джегошские водопады.
Ущелье реки Шахе расположено в лесном дубовом массиве, где также встречается граб, ольха, клён и южные экзоты — реликтовый эндемик самшит колхидский с лианами, папоротником, иглицей понтийской и мхами. Также ущелье реки Шахе известно тем, что здесь растёт уникальное тюльпанное дерево, посаженное Н. Н. Раевским
Объект является памятником природы и составной частью Сочинского национального парка, охраняется государством.